# Леос, Николас
Никола́с Ле́ос (исп. Nicolás Léoz Almirón; 10 сентября 1928, Пирисаль, Чако — 28 августа 2019) — парагвайский футбольный функционер, президент КОНМЕБОЛ с 1986 по 2013 год, рекордсмен по продолжительности пребывания на этом посту.

## Биография
Родился в многодетной семье в 80 км от столицы в департаменте Чако. В 1938 году семья переехала в Асунсьон.
В 1940—1950 гг. сначала со школьными учителями, а затем вместе с друзьями, стал практиковаться в журналистской деятельности. Затем, вплоть до 1962 года, преподавал историю. В 1957 году окончил Национальный университет Асунсьона по специальности юриспруденция.
В 1957—1959 гг. был председателем Юридического департамента Конфедерации баскетбола Парагвая. В 1969—1970, а также в 1974—1977 — президентом ФК «Либертад». В 1971—1973 и в 1979—1985 — президентом Ассоциации футбола Парагвая. В 1972—1974 и в 1980—1986 — вице-президентом КОНМЕБОЛ. С 1986 года — президент КОНМЕБОЛ. Переизбирался на этот пост 6 раз.
В 1998—2002 гг. — член Исполнительного комитета ФИФА от Южной Америки.
Почётный доктор Университета Рио-де-Жанейро (Бразилия). Почётный доктор Национального Университета Сан-Агустин (Арекипа, Перу).
В 2008 году получил второе гражданство — Колумбии.
За время президентства Леоса южноамериканские сборные выиграли три из семи чемпионатов мира (Аргентина в 1986, Бразилия в 1994 и 2002 годах). Ещё два раза южноамериканцы играли в финале (Аргентина в 1990 и Бразилия в 1998). В 2010 году сборная Уругвая заняла четвёртое место на ЧМ.
Один из стадионов Асунсьона назван в честь Николаса Леоса.
В конце апреля 2013 года стало известно о намерении Леоса оставить свой пост досрочно, в связи с состоянием здоровья и преклонным возрастом. Однако неофициально преждевременный уход с поста журналисты связывают с расследованием коррупции в органах КОНМЕБОЛ. Преемником доктора Леоса стал уругваец Эухенио Фигередо, много лет работавший в качестве вице-президента.